# Зелье

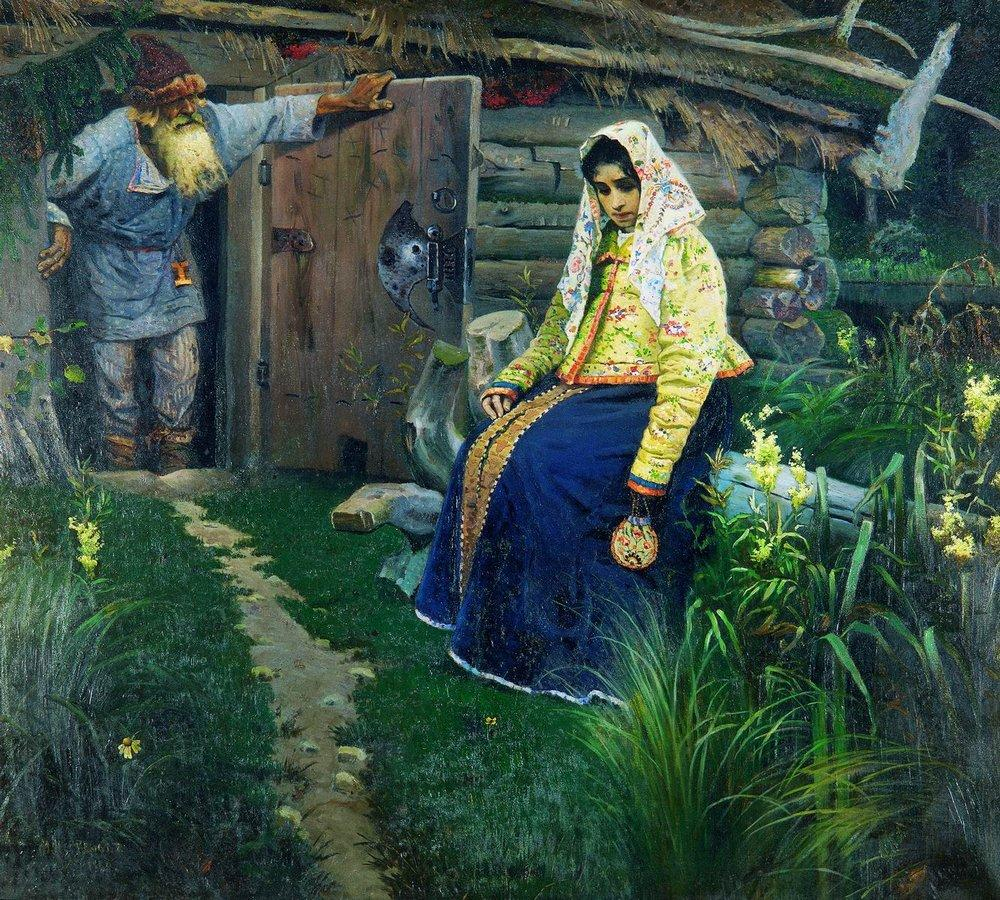
Михаил Нестеров. За приворотным зельем. 1888 год

Зе́лье — варево, снадобье или травяной чай.
По народным представлениям, лекарственные травы, а также лечебный, ядовитый или привораживающий напиток, приготовленный из этих трав. В более общем виде зелье, как лечебное средство, могло быть в виде настоя, мази или порошка. Также «зелье» означало порох, изготовлявшийся на зелейных государевых дворах в Москве с середины XV века.

## Этимология
Слово произошло от праслав. зель «трава, зелень». Ср. укр. зі́лля, бел. зе́лле, др.-рус. и ст.‑слав. зелиѥ, болг. зе́ле «капуста», сербохорв. зеље «зелень, щавель», словен. zélje «трава», чеш. zelí «капуста», словац. ziele «зелье», пол. ziele «трава, злак», в.-луж. zеlо, н.-луж. zеl᾽е.
От слова «зелье» произошли слова:
- зелейник — лекарь, который лечит[8] и «чарует травами, зельями, кореньями»;
- зелейничество — лекарничество, знахарство[9];
- зельено вино (зелено вино) — вид хлебного вина, сдобренного пряными, душистыми или горькими травами[10].

## Назначение
Под зельем на Руси подразумевались травы, цветы, злаковые всходы, а также напитки (отвары, настои), приготовленные из них. Первоначальное значение слова «зелье» — «зелёная трава», затем — «лекарственная трава» и «отрава», «варево из зелени».
Сходную этимологию имеет былинный и сказочный напиток «зелено-вино». Термины «зельено вино», «зелено вино», «хмельное вино», «зелье пагубное» «зеленица, зеленец» означают вид хлебного вина или вид водки, сдобренной пряными, душистыми или горькими травами. Выражение «зелено вино» часто встречается в русских свадебных обрядовых песнях. В русском фольклоре термин появляется в XV—XVI веках.
Зелье бывает:
- «травное» — из травы;
- «сурово» — из овощей;
- «пряное» — с растительными пряностями;
- «благовонное» — с ароматными растениями;
- «забудящее» — усыпляющее средство;
- «потворное» — волшебное, колдовское средство;
- «смертное» — отрава на основе растений, яд[19] (сравни понятие «фармация», что означает как лекарство, так и яд).

Лекарственные травы были для лечения практически всех «обычных» болезней:
- грудная трава, или репешок для лечения грудных простудных заболеваний;
- трава-порезник, которая помогает от порезов — подорожник или тысячелистник;
- «трава-глистник», помогающая от аскарид и остриц;
- «изгонное» зелье — абортирующее[20]; и т. д.

Душевные средства:
- «приворотное зелье» — средство для лечения или любовного приворота[21];
- «отворотное зелье» — средство для снятия любовного желания[22];
- «душевная» трава — для лечения душевных болезней молодых девушек (мелисса[23], душица[24]).

Травы с мифическим свойством:
- Плакун-трава от которой «бесы и колдуны плачут, рушит злое чародейство»;
- Разрыв-трава — магическая трава, с помощью которой можно открывать любые замки;
- Иван-да-марья — возвращает здоровье и силу молодости;
- Адамова голова — позволяет увидеть нечистую силу.

Обычно знахари, при лечении зельем применяли наговоры и заклинания.
В московском княжестве существовали зелейниковые торговые лавки, в которых продавались травы и снадобья.
До XIV века аптекарями также изготавливалось ещё одно зелье — «огненное», позже получившее название «порох». Это зелье, как и другие, «варилось».
В княжении Василия I в Москве стали изготавливать «огненное зелье» на заводах. В XVI веке при Иване Грозном был основан специальный «Зелейный» двор, на котором изготавливалось «огненное зелье», так как вначале стреляли пороховой мякотью в виде порошка. Порох, изготавливаемый на зелейных государевых дворах называли «пищальное, пушечное, ручное» или «огневое» зелье.
После появления в России табака, который считался вредным растением, привезённым «из-за моря» и насаждённым бесом, его стали называть «зельем заморским», а старообрядцы — «бесовским зельем».
И сейчас растительные средства лечения могут называть зельем. Полещуки и украинцы до сих пор зельем называют лекарственные травы.

## Время сбора трав для зелья
Травы для зелья собирают в определённое время. У восточных славян было три таких периода. Основным временем считались купальские праздники (с Ивана Купалы до Петрова дня). Ранние весенние травы собирали в Духов или Симонов день, а поздние осенние травы и лечебные коренья — с начале сентября (с Ивана постного).
Народное поверье утверждало, что в Симонов день на лугах «выходят» самые полезные и целебные травы, что Симон в этот день даёт травам особую чудодейственную силу. В России говорили: «На Апостола Симона копают коренья на зелье», «На Зилота собирай зелье у болота». В это время запасались древесной корой, соцветиями деревьев и трав, копали молодые коренья.
Украинцы когда срывали или выкапывали зелье, то произносили:
Миколин батько велів,

Щоб ти, зілля, було лікарством

Од всякої хвороби!
Этот день так и называли «Симоново зелье» (укр. Симонове зело, Семеново зіло).
Купальские травы, согласно поверью, максимально целебны, если их собирают «старые и малые», то есть старики и дети — как наиболее чистые (не живущие половой жизнью, не имеющие месячных очищений и т. п.).
Травы старались собрать рано утром в Иванов день до восхода солнца, так как, по поверьям, целебные свойства сохраняют лишь те растения, которые не успеет осветить солнце (болг., бел., укр.). Именно в это время «каждая травка просит сорвать её и сама раскрывает свою целебную силу». Собирали не только лечебные травы, но и растения-обереги (крапиву, полынь, ветки колючих кустарников), а также травы и цветы, предназначенные для гаданий, для обрядовых венков и букетиков, растения для изготовления веников, мётел, корзин.
В XVI и XVII столетиях собиратели трав преследовались наряду с закоренелыми преступниками. «Егда приходит великий праздник, день Рождества Предтечева», — писал летописец, — «исходят мужие и жены чаровницы по лугам и по болотам и в пустыни и в дубравы, ищущи смертныя травы и приветрочрева, от травнаго зелия на пагубу человеком и скотом; ту же и дивия корения копают на потворение мужем своим. Сия вся творят действом диаволим, с приговоры сатанинскими». В «Разрядных книгах» находятся записи о целом ряде старинных судебных волокит о таких травоведах. Достаточно было найти у кого-нибудь неведомый корень или пучок неизвестной травы, чтобы этому было придано значение злого умысла. Пойманных накануне Иванова дня «ведунов» пытали, били батогами, чтобы «не повадно было бы носить и собирать травы и коренья».

## История
Растительные средства лечения как физических, так и душевных болезней известны с древних времён и как правило они применялись вместе с определёнными заговорами и обрядами. В афинских судебных процессах V—IV веков до н. э. они фигурируют как «вредоносные магические снадобья» (др.-греч. φάρμακα).
Московский врач-пихотерапевт Александр Иванович Анриеков считает: «В наше время у большинства людей сложилось мнение, что „приворотное“ зелье — это травы, которые пришли к нам из сказок, старинных легенд, преданий. Но они ошибаются. Ещё во времена египетской царицы Нефертити считали, что на человека можно действовать с помощью чая из соответствующих трав, или подобранных запахов. Все эти запахи могут действовать на функции внутренней секреции, головного мозга, эмоции и даже на симпатии одного человека к другому. Такие растения, как любисток, подмаренник цепкий, гравилат горный, дягиль лекарственный, тысячелистник в руках знатока могут оказаться магическими».
В восточнославянской медицине изготовлением и применением зелья занимались обычно пожилые женщины, которых называли лекарками или травницами. Для лечения они применяли настойки, порошки и мази на основе трав. Народ верил в способность растений излечивать болезни и возвращать здоровье и считал, что «на каждую болезнь есть своя трава». В Изборнике Великого князя Святослава Ярославовича" (1073) дано описание растений, произрастающих на Руси и наиболее часто применяемые для лечения. Евпраксия — внучка Владимира Мономаха, составила русский лечебник «Мази», где отдельная глава посвящена наружным болезням и болезням полости рта. К XVI веку развилась широкая торговля лекарственных трав в «зелейных рядах» — прототипах аптек. В 1581 году царь Иван Грозный приказывает открыть первую аптеку для обслуживания царского двора. В том же году была основана Аптекарская изба, в обязанности которой входил сбор лекарственных трав, произрастающих на Руси. При освоении Сибири осваивались и новые травы, помогающие при различных недугах. Эти сведения о ряде лекарственных трав и травниках становились известны и в Москве. Так в 1663 году в Москву в Аптекарский приказ был приглашён «мастер водочного строения» Ерофей Мухановский. В 1668—1672 годах по указу Аптекарского приказа по всей Сибири стали составлять «росписи» лекарственных растений, а в 1675 году по уездам и разрядным сибирским воеводам вновь были посланы указы с предписанием «сыскивать лекарственных трав и из них строить лекарства — водки и травы, которые к какому лекарству годны. А состроя и надписав, что к какому лекарству годно, и запечатав, прислать в Москву». По приказу Петра I во всех крупных городах начали устраивать «аптекарские огороды».
С течением времени в связи с борьбой церкви с «язычеством» и «знахарями», зелье стало синонимом ядовитого напитка. С XVIII века в российском законодательстве начинает использоваться понятия «зелье» и «отрава», частично распространявшиеся на отдельные сильнодействующие и ядовитые вещества в их современном понимании, как средство совершения преступления. Со временем акцент и бытовое значение слова продолжало меняться: настой на травах как лечебное, колдовское или отравляющее средство ⇒ отрава, яд ⇒ водка, вино или табак.

## В мифах и легендах
Зевс, опоив Кроноса зельем, заставил его изрыгнуть из утробы своих братьев и сестёр.
В мифе об Аргонавтах присутствует зелье с омолаживающим эффектом: Медея разрубила Эсона, отца Ясона, на части и сварила их в зелье (по другой версии — выпустила из Эсона кровь и влила на её место зелье), чтобы вернуть ему молодость. Дочери Пелия увидели это и попросили Медею таким же образом вернуть молодость их отцу, но она подменила зелье на яд, и в результате Пелий умер.
Волшебница Кирка, дочь Гелиоса, с помощью колдовского зелья превратила часть спутников Одиссея в свиней и других животных.
Кирка с помощью волшебного зелья и заклинаний обратила соперницу Скиллу в чудовище, у которого нижняя часть тела состояла из собачьих голов.
Геката, богиня мрака и чародейства, помогала Медее в приготовлении зелий.

## В современном фэнтези и квазифэнтези

### Во вселенной «Гарри Поттера»
Зелья широко распространены в мире «Гарри Поттера», их свойства и способы изготовления изучаются в школе «Хогвартс» в качестве предмета, называемого зельеварение. Один из наиболее значимых и популярных персонажей франшизы — Северус Снейп — является преподавателем зельеварения и известным зельеваром. В шестой части он уходит с этой должности, и его место занимает другой персонаж — Хорейс Слагхорн.
Одним из наиболее часто упоминаемых в книгах зелий является Оборотное зелье (англ. Polyjuice potion), позволяющее человеку принять облик другого человека.
Некоторые другие зелья, фигурирующие в книгах о Гарри Поттере:
- Зелье кости, плоти и крови, использовавшееся Лордом Волдемортом для возвращения своего тела;
- Феликс Фелицис (также Жидкая удача), дающее выпившему его невероятную везучесть на определённое время;
- Амортеция — вид приворотного зелья;
- Сыворотка правды.

### В компьютерных играх
Зелья встречаются только или преимущественно в компьютерных играх стиля RPG. В большинстве игр алхимия похожа на любую другую мастерскую — отличия лишь в наборе материалов (в алхимической лаборатории/мастерской используются ягоды и коренья). Только в относительно немногих играх разработчики дали возможность игрокам изменять состав зелий, и в редких — делать зелья по собственным рецептам и придумывать им названия.
В компьютерных играх с фентезийным сюжетом зельем может называться алхимическое снадобье.

## Поговорки
- На всякую болезнь зелье вырастает[63].
- Добрая жена — веселье, а худая — злое зелье[41].
- У всякой лекарки свои зелья (свои припарки)[64].
- От смерти нет зелья.
- Дурное зелье дурно и пахнет.